# Simon Lemalu
Pas d'image ? Cliquez ici

a Compétitions nationales et continentales officielles uniquement.

b Matchs officiels uniquement.
Dernière mise à jour le 1 janvier 2018.
Simon Lemalu, né le 23 janvier 1981, est un joueur de rugby à XV international samoan évoluant au poste de Pilier. Il mesure 1,80 m pour 112 kg.

## Carrière
En novembre 2006, il est engagé par le CA Brive en tant que joker médical de Pierre Capdevielle et quitte le club dans le courant de la même saison. 

### En club
- Otahuhu  Nouvelle-Zélande
- 2004-2005 : Northland Rugby Union  Nouvelle-Zélande NPC
- 2006 : Counties Manukau Rugby Union  Nouvelle-Zélande (Air New Zealand Cup)
- 2006 : CA Brive
- 2007-2013 : Counties Manukau Rugby Union  Nouvelle-Zélande Air New Zealand Cup et  NPC
- 2008 : Chiefs Super Rugby

### Enéquipe des Samoa
Simon Lemalu a connu sa première cape internationale le 15 octobre 2003, à l’occasion d’un match contre l'équipe d'Uruguay.

## Palmarès

### Enéquipe des Samoa
- 13 sélections
- 1 essai (5 points)
- Nombre de sélections par année : 3 en 2003, 3 en 2004, 3 en 2008, 2 en 2010 et 2 en 2011.

### Coupe du monde
- 2003 : 3 sélections (Angleterre, Géorgie, Uruguay).